# Kanton Le Biot
Kanton Le Biot is een voormalig kanton van het Franse departement Haute-Savoie. Het kanton maakte deel uit van het arrondissement Thonon-les-Bains. Het werd opgeheven bij decreet van 13 februari 2014, met uitwerking op 22 maart 2015. Alle gemeenten werden toegevoegd aan het kanton Évian-les-Bains.

## Gemeenten
Het kanton Le Biot omvatte de volgende gemeenten:
- Essert-Romand
- La Baume
- La Forclaz
- La Vernaz
- Le Biot (hoofdplaats)
- Montriond
- Morzine
- Saint-Jean-d'Aulps
- Seytroux